# Kajaba Ka-1
Kajaba Ka-1 (japonsky: カ号観測機, Kagó kansokuki) byl japonský vírník vyráběný pro Japonské císařské armádní letectvo firmou Kajaba Seisakušo Kabušiki Kaiša (萱場製作所), který byl používán za druhé světové války. Byl vyvinut pro průzkum, řízení dělostřelecké palby a protiponorkový boj.

## Vývoj
Projekt vycházel z konstrukce amerického vírníku Kellett KD-1A, který byl do Japonska zakoupen v roce 1938. Prototyp poprvé vzlétl z letiště Tamagawa 26. května 1941 a ještě téhož roku začala sériová výroba, která do konce války dala až 240 kusů pozorovacích a 30 protiponorkových Ka-1.
Vírník poháněl vidlicový osmiválec Argus As 10C, který roztáčel dvoulistou vrtuli a při vzletu i třílistý nosný rotor. Posádka byla dvoučlenná, složená z pilota a pozorovatele. Ti seděli v nekrytých kokpitech, přičemž pozorovatel byl vpředu.

## Nasazení
Typ byl pozitivně hodnocen pro krátký start a snadnou údržbu. Mohl vzlétnout už na ploše o délce 30 m. Během války testovala Japonská císařská armáda Ka-1 na výsadkové lodi Akicu Maru. Ka-1 byly pro službu na Akicu Maru upraveny tak, že byl vypuštěn pozorovatel a místo něj byly neseny dvě malé hlubinné pumy. Ka-1 operovaly také z pobřežních základen.

## Pokusy o další vývoj
Byl vyroben prototyp verze Ka-1 KAI s raketovými motory na koncích listů rotoru, pro zvýšení výkonů, ale neosvědčil se. Během války byl testován prototyp vylepšeného typu Ka-1 s hvězdicovým motorem Jacobs L-2, který byl označený jako Ka-2. Dále se ovšem jeho vývoj nedostal.

## Specifikace

### Technické údaje
- Osádka: 1–2
- Průměr rotoru: 12,2 m
- Délka: 9,2 m
- Výška: 3,75 m
- Hmotnost prázdného letounu: 775 kg
- Vzletová hmotnost: 1175 kg
- Pohonná jednotka: 1× zážehový čtyřdobý vzduchem chlazený invertní vidlicový osmiválec Argus As 10C, 240 hp (176,5 kW)

### Výkony
- Nejvyšší rychlost: 165 km/h
- Cestovní rychlost: 115 km/h
- Dostup: 3 500 m
- Výstup do 1000 m: 3 min 20 s
- Stoupavost: 5 m/s
- Dolet: 280 km

### Výzbroj
- 2 × 60kg hlubinná puma